# Front Ludowy

Flaga hiszpańskiego Frontu Ludowego

Front Ludowy – koalicje tworzone w latach 1935–1938 (po VII Kongresie Kominternu) przez partie komunistyczne z partiami socjalistycznymi, socjaldemokratycznymi i liberalnymi, będące reakcją na przejecie władzy w Republice Weimarskiej przez NSDAP i ekspansję ruchów faszystowskich w  Europie.  Łącząc się w koalicje, partie dążyły do przejęcia władzy i utworzenia wspólnych rządów koalicyjnych. Rządy Frontu Ludowego powstały we Francji, Hiszpanii (1936) i Chile (1938).

## Geneza
Do 1933 roku partie komunistyczne na zachodzie kierowały się doktryną socjalfaszyzmu, sprowadzającą się do zakazu wchodzenia partii komunistycznych w koalicje z partiami socjaldemokratycznymi (określanymi jako socjalfaszystowskie). Doktryna socjalfaszyzmu (i walka KPD z SPD) była jedną z przyczyn dojścia NSDAP do władzy w Republice Weimarskiej i obalenia ustroju demokratycznego w Niemczech. 
Po dojściu Hitlera do władzy jedną z pierwszych decyzji nowego reżimu była delegalizacja wszystkich partii lewicowych i represje wobec nich. W reakcji na te wydarzenia liderzy francuskiej i czeskiej partii komunistycznej, Maurice Thorez i Klement Gottwald, wysłali telegram do kierownictwa Kominternu, w którym proponowali zawarcie sojuszu z socjaldemokratami. Sugestie te zostały odrzucone. Rok później doszło do wspólnego masowego strajku robotników we Francji przeciwko faszyzmowi, w którym Francuska Partia Komunistyczna maszerowała wspólnie z socjaldemokracją. Zostało to potępione w propagandzie ZSRR i wywołało podziały w obrębie francuskiej partii komunistycznej, Thorez był zwolennikiem frontu ludowego a jego rywal Jacques Doriot, przeciwnikiem tej koncepcji. 
W 1934 roku sekretarzem generalnym Kominternu został Georgi Dymitrow, który był zwolennikiem szerokiego sojuszu partii lewicowych. Dmitrow próbował przekonać Stalina do zmiany strategii Kominternu. W październiku 1934 roku Maurice Thorez wygłosił przemówienie, gdzie oznajmił sojusz z socjaldemokratami i po raz pierwszy użył terminu „front ludowy”. W grudniu tego samego roku Stalin oficjalnie poparł zmianę strategii Kominternu, co było decydujące dla powstania frontu.
Zmiana ta była związana ze zmianami polityki zagranicznej ZSRR. W tym okresie ZSRR obawiał się agresji niemieckiej i dążył do sojuszu z Francją. W maju 1935 zawarto traktat o wzajemnej pomocy pomiędzy Francją a ZSRR.
Koncepcja Frontu Ludowego została przedstawiona publicznie przez sekretarza generalnego Kominternu, Georgiego Dymitrowa na VII Kongresie Międzynarodówki Komunistycznej, który trwał od 25 lipca do 21 sierpnia 1935.

## Polska
W II Rzeczypospolitej koncepcja „frontu ludowego” określana była przez Komunistyczną Partię Polski jako polityka jednolitofrontowa i dotyczyła współpracy organizacyjnej komunistów z częścią środowisk PPS.
Pierwsze kroki w kierunku zorganizowania frontu ludowego w Polsce podjęła KPP po dojściu do władzy nazistów w Niemczech w liście otwartym do CKW PPS. Za jednolitym frontem opowiedział się Bund, którego przedstawiciele na Konferencji Paryskiej II Międzynarodówki w sierpniu 1933 r. głosowali za postulatem nawiązania stosunków z III Międzynarodówką.  W czerwcu 1934 r. kierownictwo KPP na fali mnożących się przypadków współdziałania aktywistów pepesowskich z komunistami rozszerzyło ramy jednolitego frontu, stając na płaszczyźnie współdziałania partii robotniczych zarówno w walce o postulaty ekonomiczne, jak i uzgodnione żądania polityczne. W połowie 1934 r. KC OMTUR wydał okólnik do wszystkich kół OMTUR, w którym stwierdził, że sprawa usunięcia rozłamu dzielącego dzisiaj obóz robotniczy jest uważana w organizacji za jedno z najbardziej palących zagadnień. Równocześnie w odezwie znajdowało się zastrzeżenie, że do droga do likwidacji rozbicia prowadzi przez porozumienie kierownictw obu odłamów ruchu robotniczego tj. CKW PPS i KC KPP. Dwukrotnie w ciągu maja 1935 r. zwracała się KPP do CKW PPS, do kierownictw wszystkich związków zawodowych, Stronnictwa Ludowego, „Wici”, z propozycją urzeczywistnienia jednolitego frontu robotniczego i antyfaszystowskiego frontu ludowego na platformie następujących żądań: wycofanie projektu nowej ordynacji wyborczej, zniesienie Konstytucji kwietniowej, zagwarantowanie wolności słowa, prasy, zebrań, zgromadzeń, stowarzyszeń i strajków, pięcioprzymiotnikowe prawo wyborcze, likwidacja obozu w Berezie Kartuskiej i uwolnienie więźniów politycznych, zerwanie z hitleryzmem, podpisanie za przykładem Francji i Czechosłowacji paktu wzajemnej pomocy z ZSRR. Rozmowy pomiędzy CKW PPS i KCZZ a KC KPP były prowadzone w lipcu i sierpniu 1935 r. W ich wyniku uzgodniono tzw. pakt o nieagresji, który, aczkolwiek formalnie nie podpisany, miał obowiązywać obydwie partie. Kwestiami podstawowymi było zrezygnowanie z wzajemnych napaści w partyjnej prasie, prowadzenie wspólnego werbunku do związków zawodowych, co było równoznaczne z wstąpieniem komunistycznej Lewicy Związkowej do związków klasowych, oraz udzielanie komunistom głosu na zebraniach PPS, co w warunkach nielegalnej egzystencji KPP było nie bez znaczenia. Partie zamierzały prowadzić odtąd w sposób skoordynowany i znaczniej intensywniej walkę o uwolnienie więźniów politycznych, domagać się zbliżenia z ZSRR, a zaostrzyć kampanię propagandową przeciwko Niemcom hitlerowskim. Na gruncie polskim uderzać to miało w politykę ministra Becka. W drugiej połowie 1935 r., zwłaszcza po niezwykle udanej  akcji bojkotowej wyborów do Sejmu, w których wzięło udział zaledwie 46,5% uprawnionych do głosowania stosunki obydwu partii układały się co najmniej poprawnie. W „Robotniku” ukazały się artykuły wskazujące na pozytywne osiągnięcia ZSRR i domagającej się legalizacji KPP. Jako jeden z pierwszych domagał się zalegalizowania Komunistycznej Partii Polski - Stanisław Dubois. W tej sprawie wydrukował on w „Robotniku” artykuł pt. „W imię logiki. O zalegalizowanie KPP” i podpisał go pseudonimem Maciej Kazimierski. Amnestii dla więźniów komunistów i legalizacji KPP  domagał się także na łamach „Robotnika” Jan Maurycy Borski. Front Ludowy w Polsce nie przybrał jednak form zorganizowanego sojuszu politycznego i nie miał zasięgu ogólnokrajowego. Wyjątek stanowiły Zjazd Pracowników Kultury (1936) i wydawanie Dziennika Popularnego. W drugiej połowie lat trzydziestych na fali walk antysanacyjnych i rosnącego zagrożenia Polski ukształtowała się w PPS nowa grupa lewicowa, stojąca na gruncie jednolitego frontu z komunistami. W grupie tej znaleźli się Norbert Barlicki, Stanisław Dubois, Adam Próchnik. Wyrazem jednolitofrontowej współpracy w tym okresie było wydawanie przez komunistów i lewicowych socjalistów wspólnej gazety - Dziennika Popularnego. W latach okupacji z grupy tej wyodrębnił się i usamodzielnił lewicowy kierunek socjalistyczny.

## Francja
We Francji Front Ludowy został powołany w postaci koalicji wyborczej pomiędzy socjalistami a Francuską Partią Komunistyczną w styczniu 1936 roku. Koalicja wygrała wybory w maju 1936 roku, a premierem został przywódca socjalistów Léon Blum. Sojusz z socjalistami wzmocnił partię komunistyczną, która poprawiła swoje wyniki wyborcze z 8,4% w 1932 roku do 15,3% w 1936 roku; nastąpił również przyrost liczby członków partii. Mimo współpracy, socjaliści byli od początku nieufni wobec komunistów. Na koalicję szczególnie negatywnie wpłynęły informacje o czystkach w ZSRR w 1937 roku, które doprowadziły do drastycznego pogorszenia wizerunku ZSRR we Francji.

## Hiszpania
Koalicja wyborcza frontu ludowego została utworzona w roku 1935 z partii politycznych - Republikańska Lewica Katalonii, Unia Republikańska, Lewica Republikańska, Hiszpańska Socjalistyczna Partia Robotnicza, Komunistyczna Partia Hiszpanii i Partia Robotnicza Zjednoczenia Marksistowskiego. Przedstawiciele Frontu mieli poparcie związków zawodowych zrzeszonych w Krajowej Konfederacji Pracy. Celem tej koalicji było przeciwstawienie się w wyborach siłom prawicy, która od początku 1933 roku stawała się coraz bardziej radykalna i zaczęła nabierać cech totalitarnych i faszystowskich. 
Program Frontu Ludowego określał jako ogólny cel przywrócenie polityki reform ustrojowych, rehabilitację polityczną i administracyjną  represjonowanych. Kluczowymi punktami programu są:
- amnestia za przestępstwa polityczne po 1933 roku
- ulga podatkowa dla wsi i intensyfikacja kredytów rolnych.
- przyspieszenie reformy rolnej i przegląd eksmisji.
- rozwój robót publicznych i planów budowy szkół.
- wprowadzenie płacy minimalnej i przegląd prawa społecznego.

W wyborach z 16 lutego 1936 roku, Front Ludowy wygrał małą liczbą głosów, lecz za sprawą prawa wyborczego zdominował nowy parlament. Z 4,65 milionami głosów uzyskał 278 posłów. Rząd  Frontu Ludowego napotkał opozycję prawicy. 17 lipca 1936 gen. Francisco Franco ogłosił powstanie przeciw rządowi Republiki. Konsekwencją była trwająca do 1939 wojna domowa, która doprowadziła do upadku rządów Frontu Ludowego i Republiki Hiszpańskiej.

## Pojęcie Frontu Ludowego w oficjalnej doktrynie politycznej ZSRR
W radzieckiej historiografii Front Ludowy określany był jako forma organizacji szerokich mas ludowych (klasy robotniczej, chłopstwa, średnich warstw miejskich oraz inteligencji), która powstała w toku wojny wyzwoleńczej przeciw faszyzmowi i walki o demokrację. Według ideologów radzieckich utworzenie Frontu Ludowego uwarunkowano było przez szeroką społeczną podstawę ruchu rewolucyjnego, konieczność organizacyjnego zjednoczenia sił napędowych rewolucji, ustanowienie sojuszu klasy robotniczej z chłopstwem oraz innymi klasami i grupami społecznymi opowiadającymi się za postępowym rozwojem społeczeństwa. Na podstawie Frontu Ludowego wyrósł ustrój demokracji ludowej.